# Sindaci di Marysville (Washington)
Questa è una lista dei sindaci di Marysville, Washington (USA).
| #  | Sindaco         | Inizio mandato | Fine mandato |
| -- | --------------- | -------------- | ------------ |
| 1  | Mark Swinnerton | 1891           | 1892         |
| 2  | H.B. Meyers     | 1892           | 1898         |
| 3  | Edmund Smith    | 1898           | 1899         |
| 4  | C.E. Olney      | 1899           | 1900         |
| 5  | Adolph Stohrs   | 1900           | 1902         |
| 6  | C.E. Munn       | 1902           | 1904         |
| 7  | C.T. Conrad     | 1904           | 1906         |
| 8  | Steve Saunders  | 1906           | 1908         |
| 9  | W.H. Roberts    | 1908           | 1910         |
| 10 | F.W. Harrington | 1910           | 1912         |
| 11 | E.E. Colvin     | 1912           | 1917         |
| 12 | E.E. Mansfield  | 1918           | 1919         |
| 13 | John Hilton     | 1919           | 1927         |
| 14 | Alexander Lark  | 1927           | 1928         |
| 15 | A.C. Millican   | 1928           | 1929         |
| 16 | Fred McCann     | 1929           | 1932         |
| 17 | R.D. Lackey     | 1932           | 1934         |
| 18 | P.H. Powers     | 1934           | 1936         |
| 19 | Arthur Brown    | 1936           | 1937         |
| 20 | E.R. Washburn   | 1937           | 1944         |
| 21 | E.R. Washburn   | 1944           | 1952         |
| 22 | G.A. Dudley     | 1952           | 1960         |
| 23 | N.P. Gardener   | 1960           | 1967         |
| 24 | Arthur Duborko  | 1967           | 1972         |
| 25 | Glenn French    | 1972           | 1977         |
| 26 | Gene Gunther    | 1977           | 1980         |
| 27 | Daryl Brennick  | 1980           | 1984         |
| 28 | Norman Anderson | 1984           | 1988         |
| 29 | Rita Matheny    | 1988           | 1992         |
| 30 | David A. Weiser | 1992           | 2003         |
| 31 | Dennis Kendall  | 2003           | 2010         |
| 32 | Jon Nehring     | 2010           | in carica    |